# Pale Rider – Der namenlose Reiter
Pale Rider – Der namenlose Reiter ist ein US-amerikanischer Western aus dem Jahre 1985. Regisseur, Produzent und Hauptdarsteller ist Clint Eastwood. Der Film beschreibt den Kampf einer kleinen Gruppe von Goldschürfern gegen einen übermächtigen Minenbesitzer. Der Film startete am 24. Oktober 1985 in den bundesdeutschen Kinos.

## Handlung
Eine kleine Gruppe traditionell arbeitender Goldschürfer um den frommen Hull Barret und seine Verlobte Sarah Wheeler soll von Handlangern des Bergbau-Industriellen Coy LaHood gewaltsam vertrieben werden, der das gesamte Gebiet mit industriellen Methoden abgraben möchte. Sarahs minderjährige Tochter Megan bittet nach einem solchen Überfall in einem Gebet um ein Wunder.
Das Wunder erscheint in Form eines Unbekannten auf einem fahlen (englisch pale) Pferd, der Hull Barret zu Hilfe kommt, als dieser in der Stadt von LaHoods Schlägern verprügelt wird. Barret nimmt den Fremden mit in sein Haus, wo er auf seinem Rücken vernarbte Schusswunden bemerkt. Der Fremde gibt sich den frommen Leuten gegenüber als Prediger aus, nennt jedoch keinen Namen, weshalb er nur mit „Prediger“ angesprochen wird. Unter seinem Einfluss gewinnen die Goldschürfer neues Selbstvertrauen. 
Da es LaHood weder gelingt, den „Prediger“ von seinem Beistand abzubringen noch den Goldschürfern ihre Claims abzukaufen, droht er Gewalt in Form eines berüchtigten Berufskillers an, der sich Marshal Stockburn nennt und mit sechs Spießgesellen, seinen Deputys, unterwegs ist.
Als Megan eines Abends dem „Prediger“ ihre Liebe gesteht, weist dieser sie nicht unfreundlich, aber bestimmt zurück. Darauf gerät sie in Zorn und beschimpft den „Prediger“, macht sich jedoch große Vorwürfe, als dieser am nächsten Morgen verschwunden ist.
Einer der Goldschürfer feiert einen großen Goldfund in der Stadt. Nachdem er im Alkoholrausch LaHood provoziert hat, wird er von dem inzwischen eingetroffenen „Marshal“ Stockburn und seinen „Deputys“ provoziert, seine Waffe zu ziehen, und dann legal kaltblütig erschossen. In der Zwischenzeit hat der als Revolverheld zurückgekehrte „Prediger“ eine Vergewaltigung Megans durch den Sohn von LaHood gerade noch verhindert, worauf auch Sarah ihm ihre Liebe gesteht, obwohl sie mit Hull verlobt ist. Der „Marshal“ fordert den „Prediger“ zum Duell am nächsten Morgen.
Im Showdown erschießt der „Prediger“ zunächst LaHoods Männer und narrt anschließend Stockburns „Deputys“ in einem raffinierten Versteckspiel, um einen nach dem anderen zu töten. Schließlich bleiben nur die beiden Kontrahenten übrig. Der „Prediger“ tötet Stockburn, der ihn in diesem Moment zu erkennen scheint, und dessen Leiche anschließend fast genau die gleichen Schusswunden wie der Körper des „Predigers“ aufweist. LaHood will aus dem Hinterhalt auf diesen schießen, wird aber vorher durch Hull getötet. Daraufhin verabschiedet sich der „Prediger“ von Hull und reitet davon, ohne sich noch einmal umzudrehen.

## Auszeichnungen
- Clint Eastwood war mit dem Film in Cannes im Wettbewerb um die Goldene Palme.
- Von den Western Writers of America wurden Michael Butler und Dennis Shryack mit dem Spur Award für das beste Drehbuch ausgezeichnet.
- Sydney Penny gewann den Young Artists Award als beste Nachwuchsschauspielerin in einem Kinofilm.

## Kritiken
„Melancholischer Spätwestern, der klassische Genre-Motive für eine ‚ökologische‘ Kritik an der Zerstörung der Umwelt nutzt. Außergewöhnlich in seinen politischen und metaphysischen Aspekten, seinem Plädoyer gegen Gewalt, seiner von Realismus und Ritualisierung bestimmten Inszenierung und in seiner hervorragenden Kameraarbeit.“

„Der […] Spätwestern ist bisweilen mit religiöser Symbolik überfrachtet […], aber dennoch spannend. Mit Metaphern aufgeladenes Westernepos.“